# Franz Delitzsch
Franz Julius Delitzsch (né le 23 février 1813 à Leipzig et mort le 4 mars 1890 dans la même ville) est un théologien évangélique-luthérien saxon spécialisé dans l'exégèse de l'Ancien Testament et un militant de la mission chrétienne auprès des Juifs. Il est considéré comme un expert exceptionnel de la langue hébraïque.

## Famille
Franz Delitzsch est le fils du petit commerçant, ouvrier et journalier Johann Gottfried Delitzsch et Susanna Rosina née Müller. Il est le plus jeune des trois enfants de ses parents, dont le seul à avoir survécu jusqu'à la petite enfance.
Le 4 mars 1813, Delitzsch est baptisé "Franz Julius" à l'église Saint-Nicolas de Leipzig. L'un de ses parrains et marraines dans le registre des baptêmes de la paroisse Saint-Nicolas est le brocanteur, alors appelé "Meubler", Franz Julius Hirsch, dont Delitzsch tire son prénom.
Le fait que Delitzsch ait pu fréquenter l'école et l'université malgré les circonstances modestes dont il est issu est grâce à l'antiquaire juif Lewy Hirsch, qu'il appelle son "bienfaiteur de sa jeunesse". Le commerçant juif vit dans la même maison et est proche de la famille Delitzsch.
Il existe des spéculations sur le fait qu'il se cache derrière le parrain Franz Julius Hirsch. Des spéculations plus poussées vont dans le sens qu'il est le père biologique de Franz Delitzsch. Ces spéculations font partie d'un cercle plus large de rumeurs qui attribuent (de différentes manières) une ascendance juive. Delitzsch lui-même les a toujours toutes démenties. L'arrière-plan de ces rumeurs était certainement, entre autres, l'extraordinaire connaissance de Delitzsch de l'hébreu ainsi que de la littérature rabbinique et son grand intérêt pour la mission auprès des juifs. Son "bienfaiteur" Lewy Hirsch s'est lui aussi fait baptiser sous l'influence de Delitzsch et prend le nom de "Theodor", ce qui plaide plutôt contre le fait qu'il soit identique au parrain Franz Julius Hirsch.
Le fils aîné de Franz Delitzsch, Johannes Delitzsch (1846-1876), est également théologien.  Un autre de ses fils est le célèbre assyriologue Friedrich Delitzsch (1850-1922), qui déclenche la controverse Babel-Bible (de).

## Biographie
Après des études de théologie, les projets de vocation à Leipzig échouent. Sur ce, Ernst Wilhelm Hengstenberg, qui est bien disposé envers Delitzsch, lance la proposition de pourvoir le poste de professeur de l'Ancien Testament à Breslau. Cependant, cela ne s'est pas concrétisé, pas plus qu'une nomination à Königsberg, bien que le ministre prussien de l'Éducation, Johann Albrecht Friedrich von Eichhorn, et les autorités locales respectives dans Königsberg notamment Isaak August Dorner (de), aimait Delitzsch. La raison en est sa sympathie pour les luthériens séparés.
Entre-temps, Delitzsch a été nommé professeur agrégé d'Ancien Testament à l'Université de Leipzig (1844), quelques années plus tard, il est nommé à Rostock (1846), de là à Erlangen (1850) et enfin de retour à Leipzig (1867). À partir de 1850, il est membre étranger de l'Académie bavaroise des sciences.  Delitzsch est considéré comme un grand connaisseur de la littérature rabbinique.
En 1871, Delitzsch fonde l'Association centrale évangélique-luthérienne pour la mission en Israël (aujourd'hui : Association centrale évangélique-luthérienne pour la rencontre des chrétiens et des juifs (de)).
Sous son influence, certains pasteurs de Leipzig fondent l'Institutum Judaicum Delitzschianum (de) en 1886 dans le but de promouvoir la mission auprès des Juifs du monde entier sur une base théologique et scientifique. Grâce à ses études et à ses recherches menées à l'institut, il acquit la reconnaissance des érudits chrétiens et juifs. Ses efforts missionnaires dans les cercles savants juifs, en particulier parmi les représentants de la « science du judaïsme », provoquent à plusieurs reprises des irritations.
Franz Delitzsch est enterré au cimetière sud de Leipzig (section I).

## Travail
Delitzsch est considéré comme l'un des exégètes les plus importants de l'Ancien Testament du XIXe siècle : abondamment enseigné, connaisseur de la littérature rabbinique, exégète qui a combiné l'interprétation biblique et théologique avec la minutie philologique.
L'un des principaux domaines d'intérêt de Delitzsch est de faire connaître le Nouveau Testament aux Juifs. Pour cette raison, il travaille pendant 51 ans sur une traduction du Nouveau Testament en hébreu, qui est publiée en 1877 sous le nom de Berit chadascha.
L'un de ses étudiants est le professeur de théologie Ernst von Dobschütz (1870-1934) à Halle-sur-Saale, qui devient plus tard internationalement connu.
Avec son collègue Carl Friedrich Keil (de), Delitzsch publié pendant des décennies la série Keil-Delitzsch, éditée à de nombreuses reprises, le principal commentaire de l'Ancien Testament au XIXe siècle. En dehors de cette série, son important commentaire sur la Genèse est publié en 1887 dans une 5e édition. Peu avant sa mort, il fait promettre à son fils Friedrich de publier une nouvelle fois son commentaire sur les Psaumes. Celui-ci paraît en 1894 sous la forme d'une 5e édition révisée, dont la réimpression (6e édition de 1984) est également épuisée en peu de temps.
Delitzsch est considéré comme le "nid de la mission juive allemande". Dans sa pensée théologique, il situe celle-ci comme un événement biblique et eschatologique. C'est ce qu'il exprime également lors de la cérémonie d'ouverture de l'Institutum Judaicum le 3 novembre 1886, lorsque, empli d'un sentiment de supériorité chrétienne occidentale, il déclare : "Le christianisme [ne serait] pas la vraie religion s'il ne se présentait pas comme la puissance spirituelle qui soumet l'humanité au Dieu du salut et qui, une fois pour toutes, vainc spirituellement le judaïsme. Elle ne peut pas devenir une religion mondiale sans avoir réduit au silence l'antichristianisme de la synagogue. [...] Comme la mission auprès des païens, la mission auprès des juifs favorise donc l'achèvement du royaume de Dieu".

## Honneurs
Depuis 1927, il y a une plaque commémorative au 7 Friedrichstraße à Erlangen pour Franz Delitzsch et son fils Friedrich (son lieu de naissance), qui y ont vécu de 1850 à 1867. En outre, l ' Institutum Judaicum Delitzschianum est fondé en 1948 dans le cadre de la Faculté de théologie protestante de l'Université westphalienne Guillaume de Münster et porte le nom de Delitzsch.

## Travaux (sélection)
- Die Genesis. Dörffling und Francke, Leipzig 1852.
- System der biblischen Psychologie. Dörffling und Francke, Leipzig 1855; 2. Auflage 1861.
- (Moritz Drechsler), August Hahn (de), Franz Delitzsch: Der Prophet Jesaja. Bd. 3, 1857, enthält von Delitzsch nur Schlussbemerkungen zu Jes. 40 f.: S. 361–416 (disponible sur Internet Archive).
- Commentar zum Briefe an die Hebräer. Dörffling und Francke, Leipzig 1857 (Digitalisat); Nachdruck, mit einem Geleitwort von Otto Michel (de): Brunnen, Gießen/Basel 1989,
- Handschriftliche Funde: Die Erasmischen Entstellungen des Textes der Apokalypse. Leipzig 1861 (disponible sur Internet Archive).
- Ein Tag in Capernaum. Justus Naumann, Leipzig 1871.
- Biblischer Commentar über die Psalmen; später: Die Psalmen. Dörffling und Franke, Leipzig 1867; Nachdruck der fünften, bearbeiteten Auflage 1894: Brunnen, Gießen/Basel 2005.
- Hoheslied und Koheleth. Dörffling und Francke, Leipzig 1875.
- Berit chadascha, hebräische Übersetzung des Neuen Testaments, 1877 (an der Delitzsch über fünfzig Jahre gearbeitet hatte).
- Rohling’s Talmudjude beleuchtet. Leipzig 1881 (Delitzschs Nachweis von August Rohlings Fälschungen und Entstellungen; disponible sur Internet Archive).
- Neueste Traumgesichte des antisemitischen Propheten. Sendschreiben an Prof. Zöckler (de) in Greifswald. Deichert, Erlangen 1883.
- The Hebrew New Testament of the British and Foreign Bible Society. A contribution to Hebrew Philosophy. Dörffling und Franke, Leipzig 1883 (Digitalisat in der Digitalen Bibliothek Mecklenburg-Vorpommern)
- Neuer Kommentar über die Genesis. Dörffling und Franke, Leipzig 1887; Nachdruck, mit einem Geleitwort von Siegfried Wagner (de): Brunnen, Gießen/Basel 1999.
- mit Hermann Riek: Ein Briefwechsel zwischen Professor Franz Delitzsch in Leipzig und Dr. Hermann Riek, Wien 1888.
- Messianische Weissagungen in geschichtlicher Folge. Faber, Leipzig 1890; Nachdruck, mit einem Geleitwort von Gerhard Maier (de): Brunnen, Gießen/Basel 1992.